# Lady Wood
Lady Wood è il secondo album in studio della cantante svedese Tove Lo, pubblicato il 28 ottobre 2016 dall'etichetta discografica Island Records.
Dotato di influenze pop, elettropop e indie, è stato anticipato dal singolo di moderato successo intercontinentale Cool Girl, piazzato sul mercato globale a partire dal 4 agosto dello stesso anno, e successivamente all'uscita del lavoro, promosso da True Disaster.

## Promozione

### Singoli
- Cool Girl è Il primo brano estratto dal lavoro discografico per essere mandato in rotazione, pubblicato in tutto il mondo il 4 agosto e annunciato giorni prima con un breve tratto strumentale del ritornello, nel giro di poche settimane certificato disco di platino in Svezia ed entrato nelle classifiche europee, statunitensi e persino oceaniche, debuttando all'ottantaquattresima posizione nella Billboard Hot 100 nella settimana del 27 agosto[5][6][7]. Su Spotify la traccia ottiene grande successo, contando oltre centodiciannove milione di riproduzioni ottenuti in circa due mesi e mantenendosi facilmente un posto nella Top 40 globale[8][9]. Tove Lo si è esibita dal vivo con Cool Girl verso al fine di agosto al Pre-show Party degli MTV Video Music Awards 2016 e al talk show statunitense The Tonight Show Starring Jimmy Fallon[10][11][12][13].
- True Disaster è il secondo singolo, inizialmente pubblicato il 14 ottobre, esattamente quattordici prima della pubblicazione del suddetto album, come brano promozionale disponibile con il pre-ordine di Lady Wood, ma estratto successivamente il 15 novembre[14][15][16].

### Singoli promozionali
- La prima anticipazione del lavoro discografico, il singolo promozionale Influence, in collaborazione con il rapper Wiz Khalifa, esce a sorpresa il 9 settembre, promozionato con delle clip musicali ad accompagnarlo caricate sui social network della cantautrice.[17][18]

### Fairy Dust
Il 17 ottobre annuncia ufficialmente Fairy Dust, un cortometraggio diretto da Tim Erem, in cui la Lo recita e interpreta anche la prima metà delle tracce del nuovo album, ed un trailer di cinquantanove secondi viene quindi caricato sul suo canale Vevo YouTube, accompagnato dalle note di True Disaster e di Vibes, inizialmente previsto per il 28 ottobre, data di pubblicazione di Lady Wood, ma poi rinviato al 31 ottobre, e contenente alcune scene del videoclip di Cool Girl.
Dalla durata di trentuno minuti e undici secondi, la prima parte del lungometraggio di Lady Wood, formato anche dal secondo capitolo del disco, Fire Fade, presenta la presenza di Lina Esco come, apparentemente una sorta di amante di Tove Lo che non riesce ad accettare un rapporto tra i due, e che dopo il terzo brano Lady Wood, scompare totalmente, ma, seguendo le interviste della cantante, in realtà l'alter ego di lei stessa, che non si fa problemi a distruggerla psicologicamente, e un brano inedito intitolato What I Want for the Night (Bitches), utilizzato come colonna sonora dei riconoscimenti e scritto con il supporto di Ali Payami, co-autore anche di Keep It Simple. Poche ore dopo il filmato è stato rimosso da YouTube per "contenuti sessuali" e attraverso Twitter la Nilsson ha criticato la piattaforma di streaming online, giudicandola esagerata nel proseguire con l'eliminazione.
Successivamente Fairy Dust viene nuovamente caricato su YouTube, poiché mantenendo il limite di età per poterlo riprodurre.

### Esibizioni ed ilLady Wood Tour
Il 27 agosto prende parte al pre-show degli annuali MTV Video Music Awards, esibendosi con i suoi più grandi successi e quattro brani inediti contenuti in Lady Wood: True Disaster, Influence, Keep It Simple e Don't Talk About It. Nella notte del 29 agosto, presenta insieme a Bebe Rexha i vincitori delle categorie professionali degli MTV Video Music Awards 2016, concedendo un'intervista sul tappeto rosso e approfittandone per parlare del suo imminente album.
Tra settembre e i mesi ad esso successivi Tove Lo accompagna occasionalmente la band Maroon 5 nel loro M5 on the Road Tour in Nord America, continuando a promuovere il suo nuovo album ed esibendosi con pezzi originali, organizzando l'8 ottobre un concerto speciale al The Rialto Theathre della città di Tucson, con la presenza degli Hippie Sabotage.
Il 23 ottobre vengono rivelate le prime e presunte ultime ventuno tappe del suo secondo tour mondiale, il Lady Wood Tour, con undici concerti in America del Nord, aperti dalla cantautrice Phoebe Ryan, featuring del singolo All We Know dei The Chainsmokers e i restanti dieci in Europa con la partecipazione del duo neo-zelandese elettropop Broods, con cui ella aveva inciso il brano Freak of Nature, che partirà il 6 febbraio 2017 nella città di Seattle e terminerà un mese e undici giorni dopo, il 17 marzo, a Londra. Tra gli show vengono però esclusi stati come l'Australia, la Nuova Zelanda, la Lettonia e l'Italia, dove la musica della Nilsson è particolarmente gettonata, e si ripresentano posti in cui purtroppo non era stato per lei possibile esibirsi nel Queen of the Clouds Tour. In Svezia avverranno due concerti a Göteborg e a Stoccolma, entrambi organizzati da Luger e i biglietti vengono distribuiti su determinati store online, fra i quali Ticketmaster, accessibili dal suo sito web ufficiale a partire da venerdì 28 ottobre, con il limite di età richiesto oltre i diciotto anni.

## Tracce
1. Fairy Dust (Chapter I) – 0:57 (Tove Nilsson, Jakob Jerlström, Ludvig Söderberg)
2. Influence (feat. Wiz Khalifa) – 3:44 (Nilsson, Cameron Thomaz, Jerlström, Söderberg)
3. Lady Wood – 3:19 (Nilsson, Jerlström, Söderberg, Oscar Holter)
4. True Disaster – 3:44 (Nilsson, Holter)
5. Cool Girl – 3:19 (Nilsson, Jerlström, Söderberg)
6. Vibes (feat. Joe Jeniak) – 3:46 (Nilsson, Joe Jeniak, Jerlström, Söderberg)
7. Fire Fade (Chapter II) – 0:52 (Nilsson, Ilya Salmanzadeh)
8. Don't Talk About It – 3:54 (Nilsson, Salmanzadeh)
9. Imaginary Friend – 4:12 (Nilsson, Joel Little, Jerlström, Söderberg)
10. Keep It Simple – 3:51 (Nilsson, Ali Payami)
11. Flashes – 4:16 (Nilsson, Oscar Görres)
12. WTF Love Is – 3:41 (Nilsson, Jerlström, Söderberg)